# کریس کوئومو
کریس کوئومو (انگلیسی: Chris Cuomo؛ زادهٔ ۹ اوت ۱۹۷۰) خبرنگار تلویزیونی آمریکایی است. او اکنون در سی‌ان‌ان کار می‌کند، و پیشتر خبرنگار ارشد قانونی و حقوقی ای‌بی‌سی نیوز و از نویسندگان مجموعه ۲۰/۲۰ ای بی سی بوده‌است.